# Вест Парк (Флорида)
Вест Парк (енгл. West Park) град је у америчкој савезној држави Флорида. По попису становништва из 2010. у њему је живело 14.156 становника.

## Демографија
Према попису становништва из 2010. у граду је живело 14.156 становника.
| Група             | 2000.  | 2010.         |
| Белци             | . (.%) | 1.805 (12,8%) |
| Афроамериканци    | . (.%) | 8.192 (57,9%) |
| Азијати           | . (.%) | 148 (1,0%)    |
| Хиспаноамериканци | . (.%) | 4.091 (28,9%) |
| Укупно            | .      | 14.156        |